# Ампицилин
Ампицилин је бета-лактамски антибиотик средње-широког спектра дејства. Користи се у лечењу бактеријских инфекција изазваних подложним сојевима од 1961. године. Стабилан је у киселој средини, из гастроинтестиналног тракта се добро апсорбује па се примарно примењује перорално.

## Механизам дејства
Ампицилин, као и сви пеницилини, омета синтезу ћелијског зида бактерија. Везује се за ензиме транспептидазе, које иреверзибилно инхибира и тако спречава формирање пептидних веза између појединачних ланаца пептидогликана. Резултујући ћелијски зид је нестабилан и подложан осмотском стресу што доводи до лизе ћелије. Бактерицидно дејство ампицилина изостаје код резистентних сојева који луче бета-лактамазу јер овај ензим инактивира лек.

## Особине
Ампицилин је α-аминобензилпеницилин што га чини полусинтетским пеницилином проширеног спектра. Увођењем додатне амино групе у бочну резидуу уводи се и додатни базни центар што стабилизује молекулу у киселој средини. Наиме, примарна амино група конкурентно штити лактам од протоновања, а додатно и протоновани облик амино групе електронским ефектима смањује електронску густину у прстену, а и отежава приступ додатном протону. Ампицилин има и проширен спектар ка Грам-негативним бактеријама. Ово се објашњава повећањем поларности молекуле, што може олакшати пролазак кроз бактеријски зид ових бактерија.
Примењен per os, ампицилин се добро апсорбује из ГИТ и има биорасположивост од око 40%. Од количине која доспева у системску циркулацију, 15-25% се везује за протеине плазме. Метаболичким трансформацијама у јетри подлеже варијабилна фракција лека (до 50%), а метаболити и део лека у непромењеном облику елиминишу се ренално. Полуживот му је око сат времена.

## Примена
Ампицилин се примењује превасходно орално, у облику капсула, таблета или сирупа. Доступна је и његова натријумова со за парентералну примену. Ефикасан је примарно против Грам-позитивних, а тек у мањој мери и против Грам-негативних бактерија. Примена ампицилина индикована је код инфекција ждрела, синиситиса, упале средњег уха, уринарних инфекција, бронхитиса, код неких инфекција изазваних бактеријом Haemophilus influenzae, код салмонелозе, ређе и код неких облика менингитиса. Дозирање је варијабилно и зависи од инфекције и тежине симптома, али се креће између 2 и 4 g дневно.
Са повећаном учесталошћу се изолују сојеви резистентни на ампицилин, па се терапијски све чешће примењују препарати структурно сродног амоксицилина са клавуланском киселином, а доступни су и препарати који садрже комбинацију ампицилина и флуклоксацилина.

## Нежељена дејства
Осим код особа које показују преосетљивост на пеницилине, и којима се ампицилин не сме прописивати, лек се генерално добро подноси. У високим концентрацијама, ампицилин може градити полимерне облике које организам препознаје као имуногене, при чему је механизам алергијске реакције веома сличан, уз неке разлике, оном код пеницилина генерално.
Код примене ампицилина и амоксицилина може доћи и до појаве осипа који није нужно алергијске природе. Појава осипа обично захтева привремену обуставу односно замену терапије, мада не представља контраиндикацију за будућу примену пеницилина.
Од других нежељених ефеката могу се јавити блаже стомачне тегобе.